# Halo-halo
Hola Hola (misturado; lit. mix-mix, em Tagalog), nome popular nas Filipinas, ou hola-hola, como ficou conhecido em outros países, é uma sobremesa típica das Filipinas, feita com base em gelo raspado misturado com leite evaporado, que podem ser misturados com uma variedade de ingredientes, como frutas, grãos adoçados, gelatinas e tubérculos variados.

## Características
A sobremesa geralmente é servida em um copo alto ou em uma tigela, com camadas de diversos ingredientes no fundo ou cobrindo as bolas de gelo raspado. As frutas mais comumente utilizadas em receitas de halo-halo são típicas da região do Sudeste Asiático, como lichia, jaca, banana, manga, mamão papaya e goiabas; ingredientes feitos com base de coco, como nata de coco (substância gelatinosa feita a partir de água de coco fermentada) e macapuno (mutação de coco, que ocorre naturalmente, e faz com que a carne da fruta se torne extremamente macia e com textura similar à gelatina), também são populares. Outros ingredientes comuns são grãos, como feijão roxo, feijão azuki e grão de bico adoçados, e milho verde; ube, uma pasta de inhame roxo (Dioscorea alata); batata-doce (kamote); açúcar de palma; pérolas de tapioca ou sagu; e sementes de "kaong", o nome local para palmeira-do-açúcar (Arenga pinnata). Também podem ser usados cubos de gelatina de agar-agar, pedaços de leche flan (uma variação de flan mais densa), e bolas de sorvete, mais tipicamente com sabor de inhame roxo (ube) ou keso (queijo processado das Filipinas).
A versão mais comum de haluhalo inclui grãos de feijão azuki ou grão de bico adocicados, que são colocados em camadas no fundo de um copo alto, e cobertos com o gelo raspado; por fim, o leite evaporado é derramado sobre o gelo, e o doce é consumido imediatamente para que não derreta. O sorvete e o leche flan, quando presentes na receita, são adicionados por último.

## Variações
Há uma sobremesa similar ao haluhalo nas ilhas Visayas, de nome binignit, mas que também é chamada de "ginataang haluhalo" (haluhalo em leite de coco, em tagalog), comumente encurtado para apenas "ginataan". No entanto, no lugar do gelo raspado, utiliza-se uma pasta de inhame taro, inhame roxo e batata-doce. A essa pasta são adicionados outros ingredientes, também usados no haluhalo padrão, e a sobremesa é servida quente.